# Peter Plavčan
Peter Plavčan (* 22. června 1960, Bratislava) je slovenský univerzitní pedagog, ekonom a bývalý ministr školství, vědy, výzkumu a sportu ve třetí vládě Roberta Fica nominován Slovenskou národnou stranou. Ve funkci ministra působil necelé dva roky, v srpnu 2017 rezignoval po podezření z podvodů s eurofondy na vědu a výzkum. Od 1. října 2018 působí jako rektor na Vysoké škole Danubius v Sládkovičovu.

## Život
Vysokoškolské studium absolvoval na Fakultě hospodářské informatiky Ekonomické univerzity v Bratislavě, kde získal inženýrský titul. Následně v letech 1984–1990 působil na Ústavu informací a prognóz školství. Od roku 1991 pracoval na ministerstvu školství, kde postupně vykonával funkci ředitele Odboru vysokoškolského vzdělávání a generálního ředitele Sekce vysokého školství, vědy a výzkumu, kterou zastával do roku 2016. V roce 1994 získal vědeckou hodnost kandidáta věd na Pedagogické fakultě Univerzity Komenského v Bratislavě. V roce 1997 se habilitoval na docenta na Univerzitě Mateja Bela v Banské Bystrici. Hodnost profesora získal v roce 2005 na Univerzitě Konstantina Filozofa v Nitře v oboru technologie vzdělávání. Během působení na Ministerstvu na Sekci vysokého školství se zabýval koordinací a vedením vysokých škol v oblasti řízení a podílel se na formování vysokoškolské politiky.

## Ministr školství, vědy, výzkumu a sportu
Do funkce ministra školství, vědy, výzkumu a sportu byl jmenován 23. března 2016. Zabýval se požadovanou reformou školství a zvyšováním platů pracovníků ve školství, kteří před i po parlamentních volbách v roce 2016 protestovali.
V létě 2017 byl kritizován za čerpání fondů Evropské unie v oblasti výzkumu a vědy ve prospěch soukromých subjektů namísto veřejných vysokých škol či Slovenské akademie věd. Premiér Robert Fico oznámil 16. srpna 2017 plán odvolat Plavčana z funkce ministra.
V této souvislosti pohrozil předseda SNS Andrej Danko vypovězením koaliční dohody, protože strana by mohla přijít o post ministra školství úplně. [zdroj⁠?!] Peter Plavčan rezignoval sám 17. srpna 2017, ve funkci byl do 31. srpna celkem 513 dní.
Vedením ministerstva byla pověřena ministryně zemědělství Gabriela Matečná a od 13. září 2017 se novou ministryní stala Martina Lubyová.

## Kritika

### Profesor
Plavčanovu akademickou hodnost profesora kritizoval v dubnu 2016 poslanec Miroslav Beblavý, protože tehdejšímu ministrovi chyběly mezinárodně uznávané vědecké práce.
V databázi Scopus neměl Peter Plavčan žádný záznam a v databázi ISI Web of Science má pouze jednu karentovanou publikaci.

### Kauza prostředků pro vědu
Jako první veřejně kritizoval rozdělování prostředků na vědu majitel firmy Prefa Alfa František Zvrškovec. Za důvod neúspěchu žádosti o dotaci z eurofondů označil fakt, že odmítl jednomu z hodnotitelů zaplatit.
V srpnu 2017 byl Plavčan kritizován za netransparentní přidělování nenávratných finančních prostředků na vědu a výzkum, které realizovalo jeho ministerstvo. Kauza se týkala výzev vyhlášených ministerstvem pro předkládání žádostí o nenávratné finanční příspěvky z Operačního programu Výzkum a Inovace, spolufinancovaného ze strukturálních fondů Evropské unie. První výzva byla vyhlášena na průmyslové výzkumně-vývojová centra (finanční příspěvek ve výši 1–7 mil. Eur) a druhá na dlouhodobý strategický výzkum (do výše 40 mil. Eur). Z projektů předložených slovenskými univerzitami a Slovenské akademií věd v dlouhodobém strategickém výzkumu neuspěl žádný. Toto vedlo k otevřenému dopisu rektorů a spustilo mediální pozornost zpochybňující transparentnost výběrového procesu schvalování žádostí o nenávratný finanční příspěvek v předmětných výzvách. Ministerstvo odmítlo na žádost médií zveřejnit seznam úspěšných žadatelů. Týdeník Trend zveřejnil 13. srpna 2017 seznam úspěšných projektů, který získal ze systému ITMS 2014. Byly na něm 4 příspěvkové organizace: Centrum vědecko-technických informací, Slovenská agentura životního prostředí, Národní lesnické centrum, Národní agentura pro síťové a elektronické služby a ve zbytku už jen soukromé subjekty. Tyto subjekty získaly nenávratné finanční příspěvky ve výši celkem 146,3 mil. eur. Protokol SME následně zveřejnil článek,
ve kterém uvedl, že kandidátů může být až 19. Plavčan po medializaci kauzy přislíbil, že financování projektů prověří. I když odmítal vážný problém, výzvu k čerpání eurofondů vyhlásil nanovo.
Po zveřejnění úspěšných žadatelů vystoupili média a představitelé opozice s tvrzeními, že se mezi příjemci nacházejí tzv. Schránkové společnosti, což vedlo k zahájení prověřování výběrového procesu policií. Evropská komise v reakci na dění na Slovensku oznámila, že pozastavuje platby ze strukturálních fondů EU ve čtyřech výzvách včetně výzvy na dlouhodobý strategický výzkum.